# Obuchowizna
Obuchowizna – wieś w Polsce, położona w województwie podlaskim, w powiecie augustowskim, w gminie Augustów.
Miejscowość leży na zachodnim krańcu Puszczy Augustowskiej. Na wschód od Obuchowizny znajduje się jezioro Kolno.
W latach 1975–1998 przysiółek należał administracyjnie do województwa suwalskiego.
Przed 2023 r. miejscowość była przysiółkiem wsi Świderek.
Razem z miejscowością Świderek tworzy sołectwo Świderek.